# أيدان كولمان
أيدان كولمان (بالإنجليزية: Aidan Coleman)‏ هو شاعر أسترالي، ولد في 1976.